# Luiz Felipe Scolari
Luiz Felipe Scolari (Passo Fundo, 9 november 1948) is een Braziliaans voormalig profvoetballer en voetbaltrainer van Italiaanse origine.
Scolari is een van de succesvolste coaches uit het Braziliaans voetbal. Hij staat bekend als een temperamentvolle man die tijdens wedstrijden enorm meeleeft met de prestaties van zijn elftal. In 2002 loodste hij Brazilië naar de wereldtitel, twee jaar later bereikte hij met Portugal de finale van het EK 2004. Scolari wist met drie verschillende clubs de belangrijkste continentale clubcompetitie te winnen; namelijk de CONMEBOL Libertadores met Grêmio en Palmeiras en de AFC Champions League met Guangzhou Evergrande.

## Spelerscarrière
Luiz Felipe Scolari is de zoon van oud-voetballer Benjamin Scolari. Een Italiaan die van Venetië afkomstig was, maar met zijn familie naar Brazilië emigreerde. Net als zijn vader streefde ook Scolari een voetbalcarrière na, maar hij stond niet bekend als een groot talent. Luiz Felipe werd in zijn geboorteland "perna-de-pau" (Nederlands: houten been) genoemd, wat erop wees dat hij een houterige stijl had. Scolari was een verdediger wiens grootste kwaliteit zijn doorzettingsvermogen was. Daardoor mocht hij tijdens zijn spelerscarrière regelmatig de aanvoerdersband dragen.
Scolari speelde bij de jeugd van Clube Esportivo Aimoré alvorens in 1973 zijn debuut te maken bij het bescheiden SER Caxias. Hij speelde zeven jaar voor Caxias, nadien kwam hij nog uit voor Juventude, Novo Hamburgo en CSA. Met die laatste club won hij in 1981 het staatskampioenschap van Alagoas.

## Trainerscarrière

### Beginjaren
Na het behalen van zijn eerste grote titel met CSA stopte Scolari met voetballen en nam hij de rol van trainer over. In zijn eerste seizoen won de club opnieuw het staatskampioenschap van Alagoas. Vervolgens was hij twee jaar werkzaam bij zijn ex-club Juventude en een jaar bij Brasil de Pelotas.
In 1984 verhuisde de Braziliaanse coach naar Saoedi-Arabië, waar hij aan de slag ging bij Al Shabab. De club behoorde toen nog niet tot de top van de Saudi Premier League en zou pas zeven jaar later voor het eerst kampioen worden. In 1986 werd Scolari opgevolgd door zijn landgenoot Jair Pereira en keerde hij terug naar zijn vorige werkgever Brasil de Pelotas. Nadien was hij opnieuw twee jaar trainer van Juventude.

### Eerste successen
In 1987 kreeg Scolari de kans om coach te worden van Grêmio. Met de traditierijke club won hij het staatskampioenschap van Rio Grande do Sul. In 1988 ging hij aan de slag bij Goiás alvorens terug te keren naar het Midden-Oosten.
Scolari werd in Koeweit coach van Qadsia SC. Hij volgde er Saleh Zakria op. In 1989 veroverde hij met zijn team de prestigieuze Emir Cup. In januari 1990 volgde hij zijn landgenoot Otacílio Gonçalves op als bondscoach van Koeweit. Het was de eerste keer dat Scolari aan het roer van een nationaal elftal stond. Met Koeweit won hij in 1990 in eigen land de Gulf Cup of Nations. Niet veel later viel de troepen van Saddam Hoessein Koeweit binnen en keerde Scolari terug naar Brazilië. Hij werd er trainer van Criciúma, dat onder zijn leiding voor het eerst de Copa do Brasil in de wacht sleepte.
Een jaar na zijn periode als bondscoach van Koeweit keerde Scolari voor de tweede maal terug naar het Midden-Oosten. Eerst trainde hij het Saoedi-Arabische Al-Ahli (Djedda), nadien keerde hij terug naar zijn ex-club Qadsia in Koeweit.

### Braziliaans topcoach
In de jaren negentig groeide Scolari in zijn geboorteland uit tot een succestrainer. Hij keerde in 1993 terug naar Grêmio en won met de club zes prijzen in drie jaar. Desondanks werd hij bekritiseerd door de voetbalpers omdat hij zijn team op een voor Brazilianen ongebruikelijk behouden wijze liet spelen.
Grêmio won in 1994 de Copa do Brasil en werd twee jaar later winnaar van de Campeonato Brasileiro Série A. Tussendoor won de club ook twee keer het staatskampioenschap van Rio Grande do Sul. Scolari beschikte in zijn team over grote talenten als de Braziliaanse goalgetter Mário Jardel en de controlerende middenvelder Emerson. Beide spelers maakten na hun succesperiode bij Grêmio de overstap naar Europa.
Scolari's grootste prestatie bij Grêmio was het binnenhalen van de Copa Libertadores in 1995. De Braziliaanse club versloeg in de finale het Colombiaanse Atlético Nacional. Grêmio won de heenwedstrijd met 3-1 en speelde een week later 1-1 gelijk. Door de eindwinst in de Copa Libertadores mocht het Grêmio van Scolari het ook opnemen tegen Ajax in de wereldbeker voor clubs. Het duel eindigde op 0-0, Grêmio verloor uiteindelijk na strafschoppen. In 1996 mocht de club ook deelnemen aan de Recopa Sudamericana. Het versloeg het Argentijnse Independiente met 4-1.
In 1997 vertrok Scolari naar het Japanse Júbilo Iwata, maar hij verliet de club al na 11 speeldagen en werd niet veel later in zijn thuisland benoemd tot coach van Palmeiras. Bij Palmeiras, dat over topspelers als Roque Júnior, César Sampaio, Zinho, Alex, Faustino Asprilla en Júnior Baiano beschikte, bevestigde hij zijn reputatie van succescoach. In 1998 won Palmeiras zowel de Copa do Brasil als Copa Mercosur. Een jaar later deed het team van Scolari nog beter. Palmeiras bereikte voor de derde keer in zijn geschiedenis de finale van de Copa Libertadores. Het team verloor de heenwedstrijd met het kleinste verschil van het Colombiaanse Deportivo Cali maar zette de scheve situatie in de terugwedstrijd recht. Het won met 2-1 en dwong strafschoppen af. Daarin trok Palmeiras aan het langste eind. Nadien streden de Brazilianen met Manchester United om de wereldbeker. De Engelsen wonnen met 1-0. Scolari werd in 1999 verkozen tot Zuid-Amerikaans trainer van het jaar.
In 2000 stapte Scolari over naar Cruzeiro, waar op dat ogenblik onder meer Geovanni en Luisão voetbalden. De club won in 2001 de inmiddels opgedoekte Copa Sul-Minas door in de finale twee keer te winnen van Coritiba.

### Bondscoach van Brazilië
In juni 2001 werd Scolari voor de tweede maal in zijn carrière bondscoach. Hij volgde Émerson Leão op als bondscoach van Brazilië. Leão had net als zijn voorganger Vanderlei Luxemburgo moeite om Braziliaanse topspelers te laten deelnemen aan kwalificatiewedstrijden. Topspelers als Rivaldo en Roberto Carlos speelden veelal in Europa, waar hun clubs hen niet graag beschikbaar stelden voor interlands.

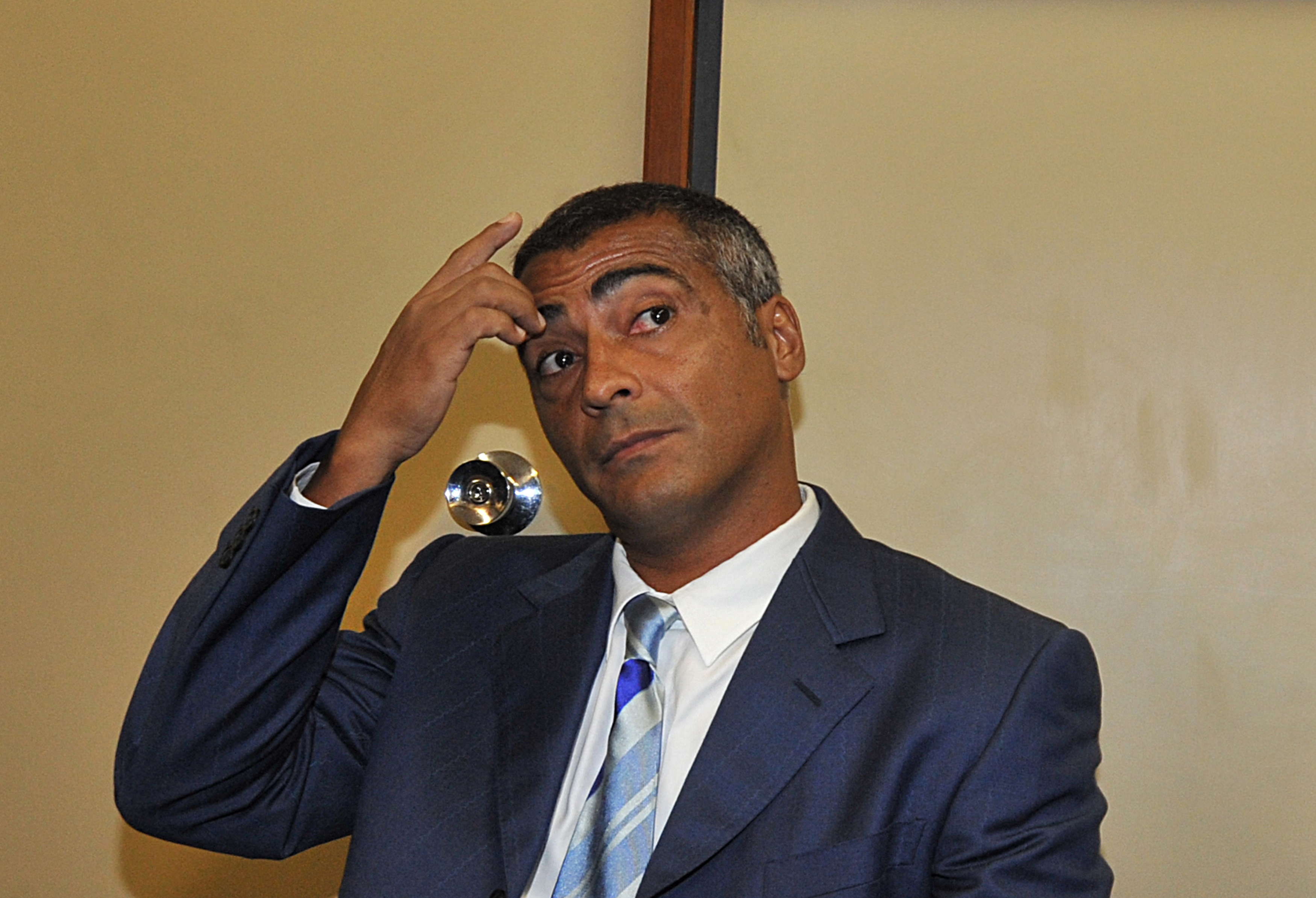
Voormalig wereldvoetballer van het jaar Romário mocht van Scolari in 2002 niet mee naar het WK.

Toen Scolari het roer overnam van Leão stond Brazilië er dan ook niet goed voor. Met nog vijf WK-kwalificatiewedstrijden te gaan, was er een reële kans dat Brazilië zich niet zou plaatsen voor het WK in Japan en Zuid-Korea. Brazilië verloor zijn eerste duel onder Scolari van Uruguay en kon later ook niet winnen van Argentinië en Bolivia. Desondanks wist het team van Scolari de kwalificatie veilig te stellen.

#### WK 2002
In de aanloop naar het WK besloot de bondscoach om de ervaren spits Romário niet langer in de Braziliaanse selectie op te nemen. Ondanks druk van de media en een oproep van een tot tranen toe bewogen Romário, mocht de 35-jarige aanvaller niet mee naar het WK. Sterspelers als Ronaldo, Ronaldinho, Kaká, Cafú, Rivaldo en Roberto Carlos werden wel in de selectie opgenomen en loodsten Brazilië zonder moeite door de groepsfase. De Seleção won al zijn groepswedstrijden en schakelde vervolgens België en Engeland uit. In de halve finale won Brazilië met het kleinste verschil van Turkije, dat in de groepsfase al eens had verslagen. In de finale haalden de Brazilianen het met 2-0 van Duitsland na twee treffers van topschutter Ronaldo. Na het WK stapte Scolari op als bondscoach.
Tijdens het WK 2002 had Scolari zijn spelers gemotiveerd door ze elk een kopie van het boek De kunst van het oorlogvoeren van Sun Tzu te bezorgen.

### Portugal
Op 1 januari 2003 werd Scolari bondscoach van Portugal. Hij was na zijn landgenoot Otto Glória pas de tweede buitenlander die de Portugese selectie mocht leiden. Omdat Portugal als organiserend land rechtstreeks geplaatst was voor het Europees kampioenschap werkte het team enkel vriendschappelijke wedstrijden af. Voor het EK nam hij spelers als Cristiano Ronaldo, Luís Figo en Deco in zijn selectie op.

#### EK 2004
Het EK begon in mineur. Portugal verloor de openingswedstrijd met 1-2 van het zwakker geachte Griekenland. De Portugezen wonnen vervolgens van zowel Spanje als Rusland, waardoor het team van Scolari alsnog groepswinnaar werd. In de volgende ronde ging Engeland voor de bijl na strafschoppen. In de halve finale won Portugal met 2-1 van Nederland, waarna Nederlands bondscoach Dick Advocaat ontslag nam. In de finale kreeg Portugal een uitgelezen kans om sportieve wraak te nemen. Het team stond opnieuw tegen Griekenland, de verrassing van het toernooi. Maar de Portugezen verloren voor eigen volk met 1-0 door een goal van Angelos Charisteas.

#### WK 2006
Hoewel de finale op een anticlimax was uitgedraaid, bleef Scolari aan als bondscoach. Met een bijna ongewijzigde selectie plaatste Portugal zich vervolgens zonder moeite voor het WK in Duitsland. In de kwalificatieronde versloeg het onder meer Rusland met 7-1. Portugal werd met 7 punten voorsprong op Slowakije groepswinnaar.
Op het WK werd Portugal ondergebracht in de groep van Angola, Mexico en Iran. Scolari's spelers verloren geen enkel duel en namen het in de tweede ronde opnieuw op tegen Nederland. Het duel ontspoorde volledig onder leiding van de Russische scheidsrechter Valentin Ivanov. Hij sloot bij beide teams twee spelers uit en trok in totaal 16 gele en 4 rode kaarten. Portugal won uiteindelijk met het kleinste verschil na een goal van Maniche. In de kwartfinale stond Engeland weer op het programma. Ook ditmaal zorgde een strafschoppenreeks voor de beslissing. Portugal won met 1-3.
Door het bereiken van de halve finale werd Scolari de eerste coach na Guus Hiddink die met twee verschillende landenteams de halve finale van een WK wist te bereiken. Portugal verloor in de halve finale van Frankrijk na een strafschopdoelpunt van Zinédine Zidane. Na het toernooi werd Scolari hevig gelinkt aan het bondscoachschap van Engeland, maar de 58-jarige Braziliaan bleef bij Portugal.

#### EK 2008
Portugal plaatste zich ook voor het EK 2008, maar werd ditmaal geen groepswinnaar. In de kwalificatieronde schakelde het onder meer België en Servië uit maar moest het Polen laten voorgaan. Scolari had zich tijdens de kwalificaties wel van zijn slechtste kant laten zien. Na een 1-1 gelijkspel tegen Servië deelde hij een vuistslag uit aan de Servische verdediger Ivica Dragutinović.
Op het EK in Zwitserland en Oostenrijk won het team van Scolari zijn eerste twee wedstrijden tegen Turkije en Tsjechië. In de derde wedstrijd verloor het van gastland Zwitserland dat zo zijn eerste punten verzamelde. In de kwartfinale werd Portugal met 3-2 uitgeschakeld door Duitsland. Reeds tijdens het toernooi was bekend geraakt dat Scolari de nieuwe coach van Chelsea zou worden.
| Interlands Portugal onder leiding van Luiz Felipe Scolari | Interlands Portugal onder leiding van Luiz Felipe Scolari | Interlands Portugal onder leiding van Luiz Felipe Scolari | Interlands Portugal onder leiding van Luiz Felipe Scolari | Interlands Portugal onder leiding van Luiz Felipe Scolari | Interlands Portugal onder leiding van Luiz Felipe Scolari |
| №                                                         | Datum                                                     | Wedstrijd                                                 | Uitslag                                                   | Competitie                                                |                                                           |
| --------------------------------------------------------- | --------------------------------------------------------- | --------------------------------------------------------- | --------------------------------------------------------- | --------------------------------------------------------- | --------------------------------------------------------- |
| 1                                                         | 12.02.2003                                                | Italië – Portugal                                         | 1–0                                                       | Vriendschappelijk                                         |                                                           |
| 2                                                         | 29.03.2003                                                | Portugal – Brazilië                                       | 2–1                                                       | Vriendschappelijk                                         |                                                           |
| 3                                                         | 02.04.2003                                                | Macedonië – Portugal                                      | 0–1                                                       | Vriendschappelijk                                         |                                                           |
| 4                                                         | 30.04.2003                                                | Nederland – Portugal                                      | 1–1                                                       | Vriendschappelijk                                         |                                                           |
| 5                                                         | 06.06.2003                                                | Portugal – Paraguay                                       | 0–0                                                       | Vriendschappelijk                                         |                                                           |
| 6                                                         | 10.06.2003                                                | Portugal – Bolivia                                        | 4–0                                                       | Vriendschappelijk                                         |                                                           |
| 7                                                         | 20.08.2003                                                | Portugal – Kazachstan                                     | 1–0                                                       | Vriendschappelijk                                         |                                                           |
| 8                                                         | 06.09.2003                                                | Portugal – Spanje                                         | 0–3                                                       | Vriendschappelijk                                         |                                                           |
| 9                                                         | 10.09.2003                                                | Noorwegen – Portugal                                      | 0–1                                                       | Vriendschappelijk                                         |                                                           |
| 10                                                        | 11.10.2003                                                | Portugal – Albanië                                        | 5–3                                                       | Vriendschappelijk                                         |                                                           |
| 11                                                        | 15.11.2003                                                | Portugal – Griekenland                                    | 1–1                                                       | Vriendschappelijk                                         |                                                           |
| 12                                                        | 19.11.2003                                                | Portugal – Koeweit                                        | 8–0                                                       | Vriendschappelijk                                         |                                                           |
| 13                                                        | 18.02.2004                                                | Portugal – Engeland                                       | 1–1                                                       | Vriendschappelijk                                         |                                                           |
| 14                                                        | 31.03.2004                                                | Portugal – Italië                                         | 1–2                                                       | Vriendschappelijk                                         |                                                           |
| 15                                                        | 28.04.2004                                                | Portugal – Zweden                                         | 2–2                                                       | Vriendschappelijk                                         |                                                           |
| 16                                                        | 29.05.2004                                                | Portugal – Luxemburg                                      | 3–0                                                       | Vriendschappelijk                                         |                                                           |
| 17                                                        | 05.06.2004                                                | Portugal – Litouwen                                       | 4–1                                                       | Vriendschappelijk                                         |                                                           |
| 18                                                        | 12.06.2004                                                | Portugal – Griekenland                                    | 1–2                                                       | EK-eindronde                                              |                                                           |
| 19                                                        | 16.06.2004                                                | Portugal – Rusland                                        | 2–0                                                       | EK-eindronde                                              |                                                           |
| 20                                                        | 20.06.2004                                                | Spanje – Portugal                                         | 0–1                                                       | EK-eindronde                                              |                                                           |
| 21                                                        | 24.06.2004                                                | Portugal – Engeland                                       | 2–2                                                       | EK-eindronde                                              |                                                           |
| 22                                                        | 30.06.2004                                                | Portugal – Nederland                                      | 2–1                                                       | EK-eindronde                                              |                                                           |
| 23                                                        | 04.07.2004                                                | Portugal – Griekenland                                    | 0–1                                                       | EK-eindronde                                              |                                                           |
| 24                                                        | 04.09.2004                                                | Letland – Portugal                                        | 0–2                                                       | WK-kwalificatie                                           |                                                           |
| 25                                                        | 08.09.2004                                                | Portugal – Estland                                        | 4–0                                                       | WK-kwalificatie                                           |                                                           |
| 26                                                        | 09.10.2004                                                | Liechtenstein – Portugal                                  | 2–2                                                       | WK-kwalificatie                                           |                                                           |
| 27                                                        | 13.10.2004                                                | Portugal – Rusland                                        | 7–1                                                       | WK-kwalificatie                                           |                                                           |
| 28                                                        | 17.11.2004                                                | Luxemburg – Portugal                                      | 0–5                                                       | WK-kwalificatie                                           |                                                           |
| 29                                                        | 09.02.2005                                                | Ierland – Portugal                                        | 1–0                                                       | Vriendschappelijk                                         |                                                           |
| 30                                                        | 26.03.2005                                                | Portugal – Canada                                         | 4–1                                                       | Vriendschappelijk                                         |                                                           |
| 31                                                        | 30.03.2005                                                | Slowakije – Portugal                                      | 1–1                                                       | WK-kwalificatie                                           |                                                           |
| 32                                                        | 04.06.2005                                                | Portugal – Slowakije                                      | 2–0                                                       | WK-kwalificatie                                           |                                                           |
| 33                                                        | 08.06.2005                                                | Estland – Portugal                                        | 0–1                                                       | WK-kwalificatie                                           |                                                           |
| 34                                                        | 17.08.2005                                                | Portugal – Egypte                                         | 2–0                                                       | Vriendschappelijk                                         |                                                           |
| 35                                                        | 03.09.2005                                                | Portugal – Luxemburg                                      | 6–0                                                       | WK-kwalificatie                                           |                                                           |
| 36                                                        | 07.09.2005                                                | Rusland – Portugal                                        | 0–0                                                       | WK-kwalificatie                                           |                                                           |
| 37                                                        | 08.10.2005                                                | Portugal – Liechtenstein                                  | 2–1                                                       | WK-kwalificatie                                           |                                                           |
| 38                                                        | 12.10.2005                                                | Portugal – Letland                                        | 3–0                                                       | WK-kwalificatie                                           |                                                           |
| 39                                                        | 12.11.2005                                                | Portugal – Kroatië                                        | 2–0                                                       | Vriendschappelijk                                         |                                                           |
| 40                                                        | 15.11.2005                                                | Noord-Ierland – Portugal                                  | 1–1                                                       | Vriendschappelijk                                         |                                                           |
| 41                                                        | 01.03.2006                                                | Portugal – Saoedi-Arabië                                  | 3–0                                                       | Vriendschappelijk                                         |                                                           |
| 42                                                        | 27.05.2006                                                | Portugal – Kaapverdië                                     | 4–1                                                       | Vriendschappelijk                                         |                                                           |
| 43                                                        | 03.06.2006                                                | Luxemburg – Portugal                                      | 0–3                                                       | Vriendschappelijk                                         |                                                           |
| 44                                                        | 11.06.2006                                                | Angola – Portugal                                         | 0–1                                                       | WK-eindronde                                              |                                                           |
| 45                                                        | 17.06.2006                                                | Portugal – Iran                                           | 2–0                                                       | WK-eindronde                                              |                                                           |
| 46                                                        | 21.06.2006                                                | Portugal – Mexico                                         | 2–1                                                       | WK-eindronde                                              |                                                           |
| 47                                                        | 25.06.2006                                                | Nederland – Portugal                                      | 0–1                                                       | WK-eindronde                                              |                                                           |
| 48                                                        | 01.07.2006                                                | Engeland – Portugal                                       | 0–0                                                       | WK-eindronde                                              |                                                           |
| 49                                                        | 05.07.2006                                                | Frankrijk – Portugal                                      | 1–0                                                       | WK-eindronde                                              |                                                           |
| 50                                                        | 08.07.2006                                                | Duitsland – Portugal                                      | 3–1                                                       | WK-eindronde                                              |                                                           |
| 51                                                        | 01.09.2006                                                | Denemarken – Portugal                                     | 4–2                                                       | Vriendschappelijk                                         |                                                           |
| 52                                                        | 06.09.2006                                                | Finland – Portugal                                        | 1–1                                                       | EK-kwalificatie                                           |                                                           |
| 53                                                        | 07.10.2006                                                | Portugal – Azerbeidzjan                                   | 3–0                                                       | EK-kwalificatie                                           |                                                           |
| 54                                                        | 11.10.2006                                                | Polen – Portugal                                          | 2–1                                                       | EK-kwalificatie                                           |                                                           |
| 55                                                        | 15.11.2006                                                | Portugal – Kazachstan                                     | 3–0                                                       | EK-kwalificatie                                           |                                                           |
| 56                                                        | 06.02.2007                                                | Brazilië – Portugal                                       | 0–2                                                       | Vriendschappelijk                                         |                                                           |
| 57                                                        | 24.03.2007                                                | Portugal – België                                         | 4–0                                                       | EK-kwalificatie                                           |                                                           |
| 58                                                        | 28.03.2007                                                | Servië – Portugal                                         | 1–1                                                       | EK-kwalificatie                                           |                                                           |
| 59                                                        | 02.06.2007                                                | België – Portugal                                         | 1–2                                                       | EK-kwalificatie                                           |                                                           |
| 60                                                        | 05.06.2007                                                | Koeweit – Portugal                                        | 1–1                                                       | Vriendschappelijk                                         |                                                           |
| 61                                                        | 22.08.2007                                                | Armenië – Portugal                                        | 1–1                                                       | EK-kwalificatie                                           |                                                           |
| 62                                                        | 08.09.2007                                                | Portugal – Polen                                          | 2–2                                                       | EK-kwalificatie                                           |                                                           |
| 63                                                        | 12.09.2007                                                | Portugal – Servië                                         | 1–1                                                       | EK-kwalificatie                                           |                                                           |
| 64                                                        | 13.10.2007                                                | Azerbeidzjan – Portugal                                   | 0–2                                                       | EK-kwalificatie                                           |                                                           |
| 65                                                        | 17.10.2007                                                | Kazachstan – Portugal                                     | 1–2                                                       | EK-kwalificatie                                           |                                                           |
| 66                                                        | 17.11.2007                                                | Portugal – Armenië                                        | 1–0                                                       | EK-kwalificatie                                           |                                                           |
| 67                                                        | 21.11.2007                                                | Portugal – Finland                                        | 0–0                                                       | EK-kwalificatie                                           |                                                           |
| 68                                                        | 06.02.2008                                                | Italië – Portugal                                         | 3–1                                                       | Vriendschappelijk                                         |                                                           |
| 69                                                        | 26.03.2008                                                | Griekenland – Portugal                                    | 2–1                                                       | Vriendschappelijk                                         |                                                           |
| 70                                                        | 31.05.2008                                                | Portugal – Georgië                                        | 2–0                                                       | Vriendschappelijk                                         |                                                           |
| 71                                                        | 07.06.2008                                                | Portugal – Turkije                                        | 2–0                                                       | EK-eindronde                                              |                                                           |
| 72                                                        | 11.06.2008                                                | Tsjechië – Portugal                                       | 1–3                                                       | EK-eindronde                                              |                                                           |
| 73                                                        | 15.06.2008                                                | Zwitserland – Portugal                                    | 2–0                                                       | EK-eindronde                                              |                                                           |
| 74                                                        | 19.06.2008                                                | Portugal – Duitsland                                      | 2–3                                                       | EK-eindronde                                              |                                                           |

### Chelsea

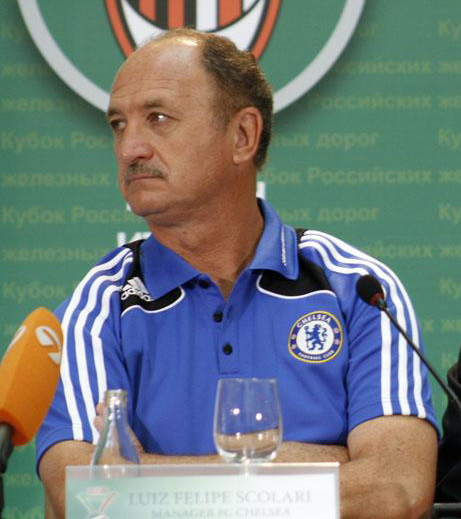
Scolari als coach van Chelsea.

Op 1 juli 2008 ging Scolari aan de slag bij Chelsea FC, hoewel hij ook bij Manchester City aan de slag kon. Hij volgde Avram Grant op die met de Engelse topclub de finale van de UEFA Champions League bereikte had. De verwachtingen waren dan ook hoog toen Scolari arriveerde. De Braziliaanse trainer probeerde meteen zijn stempel te drukken en haalde met Deco, Ricardo Quaresma en José Bosingwa drie Portugese internationals naar Londen.
Hoewel het team onder Scolari regelmatig won en nog op alle fronten kans maakte op een prijs werd de Braziliaan begin februari 2009 ontslagen. Guus Hiddink werd als zijn vervanger aangeduid en won met Chelsea de FA Cup.

### Bunyodkor
Op 6 juni 2009 werd Scolari samen met Rivaldo - toen een speler van FC Bunyodkor - gespot tijdens een duel tussen Oezbekistan en Japan. Twee dagen later maakte Scolari bekend dat hij de nieuwe coach van Bunyodkor was. Hij tekende een contract voor 18 maanden bij de Oezbeekse kampioen. Hij werd met een salaris van €13 miljoen per jaar de beste betaalde coach ter wereld. Het team werd onder zijn leiding in 2009 opnieuw landskampioen.
Op 29 mei 2010 gingen de coach en Bunyodkor uit elkaar. Hij had net naast een plaats in de 1/8e finale van de AFC Champions League gegrepen, maar dat was volgens de Braziliaan niet de hoofdreden waarom er een einde kwam aan de samenwerking. Hij maakte zich naar eigen zeggen zorgen over de schoolcarrière van zijn zoon.

### Palmeiras
In juni 2010 keerde Scolari terug naar zijn ex-club Palmeiras. In 2012 won de club onder zijn leiding de Copa do Brasil. Op 13 september 2012, na een reeks teleurstellende resultaten in het Campeonato Brasileiro, volgde een ontslag met wederzijdse toestemming.

### Bondscoach van Brazilië (II)
Op 28 november 2012 werd de 64-jarige Scolari opnieuw bondscoach van Brazilië. Hij volgde Mano Menezes op en kreeg de opdracht om met Brazilië in 2014 wereldkampioen te worden. Het land was als organisator van het WK 2014 rechtstreeks geplaatst voor het eindtoernooi.

#### Confederations Cup
In juni 2013 volgde de eerste grote test voor de selectie van Scolari. Brazilië speelde in eigen land de Confederations Cup, dat het in het verleden al drie keer had gewonnen, en nam zonder spelers als Kaká, Ronaldinho, Pato en Ramires, maar met de jonge stervoetballer Neymar die net een transfer naar FC Barcelona had versierd, deel aan het voorbereidingstoernooi. Brazilië won de Confederations Cup door in de finale overtuigend te winnen van wereldkampioen Spanje (3-0).

#### WK 2014
Op het WK 2014 stelde Brazilië teleur. Het team van Scolari werd weliswaar groepswinnaar in de poule van Kroatië, Kameroen en Mexico, maar viel vooral op door een gebrek aan creativiteit en het uitbundig meezingen van het Braziliaanse volkslied. Het team stond volgens verscheidene critici stijf van de stress. In de achtste finale had Brazilië strafschoppen nodig om Chili uit te schakelen; in de kwartfinale won Brazilië van Colombia, maar viel topschutter Neymar uit met een gebroken ruggenwervel. In de halve finale werd Brazilië met 7-1 vernederd door de latere wereldkampioen Duitsland. Na de zware nederlaag werd Scolari fel bekritiseerd. Enkele dagen na de nederlaag tegen Nederland (0-3) in de strijd om de derde plaats nam Scolari ontslag. Hij werd opgevolgd door oud-speler Dunga, die al eerder bondscoach was van Brazilië.

### Grêmio
Na het WK keerde Scolari terug naar Grêmio, de club waar hij in de jaren 70 en 80 al eens actief was als trainer.

### Guangzhou Evergrande
Op 4 juni 2015 werd Scolari aangesteld als hoofdtrainer van de Chinese topclub Guangzhou Evergrande. Hij tekende een anderhalf jarig contract. Als hoofdtrainer leidde hij de ploeg binnen vier maanden naar de winst van het landskampioenschap en won hij met de club de AFC Champions League. Hij won in de finale van Al-Ahli. Hij verlengde zijn contract met een jaar op 24 oktober 2016, nadat zijn potentiële opvolger Marcello Lippi werd aangesteld als bondcoach van China. Scolari won met de club driemaal achter elkaar het landskampioenschap van 2015 tot en met 2017. Hij weigerde zijn contract opnieuw te verlengen aan het einde van het seizoen.

## Erelijst
Als trainer
| Competitie                    |                          |                          |                          |                          |
| Competitie                    | Aantal                   | Jaren                    |                          |                          |
| Centro Sportivo Alagoano      | Centro Sportivo Alagoano | Centro Sportivo Alagoano | Centro Sportivo Alagoano | Centro Sportivo Alagoano |
| ----------------------------- | ------------------------ | ------------------------ | ------------------------ | ------------------------ |
| Campeonato Alagoano           | 1x                       | 1982                     |                          |                          |
| Qadsia SC                     |                          |                          |                          |                          |
| Emir Cup                      | 1x                       | 1989                     |                          |                          |
| Grêmio                        |                          |                          |                          |                          |
| CONMEBOL Libertadores         | 1x                       | 1995                     |                          |                          |
| CONMEBOL Recopa               | 1x                       | 1996                     |                          |                          |
| Campeonato Brasileiro Série A | 1x                       | 1996                     |                          |                          |
| Copa do Brasil                | 1x                       | 1994                     |                          |                          |
| Campeonato Gaúcho             | 3x                       | 1987, 1995, 1996         |                          |                          |
| Palmeiras                     |                          |                          |                          |                          |
| CONMEBOL Libertadores         | 1x                       | 1999                     |                          |                          |
| Copa Mercosur                 | 1x                       | 1998                     |                          |                          |
| Torneio Rio-São Paulo         | 1x                       | 2000                     |                          |                          |
| Copa do Brasil                | 2x                       | 1998, 2012               |                          |                          |
| Bunyodkor                     |                          |                          |                          |                          |
| Oliy liga                     | 1x                       | 2009                     |                          |                          |
| Guangzhou Evergrande          |                          |                          |                          |                          |
| AFC Champions League          | 1x                       | 2015                     |                          |                          |
| Chinese Super League          | 3x                       | 2015, 2016, 2017         |                          |                          |
| Chinese FA Cup                | 1x                       | 2016                     |                          |                          |
| Chinese FA Super Cup          | 2x                       | 2016, 2017               |                          |                          |

| Competitie              | Winnaar | Winnaar | Runner-up | Runner-up | Derde   | Derde   |
| Competitie              | Aantal  | Jaren   | Aantal    | Jaren     | Aantal  | Jaren   |
| Koeweit                 | Koeweit | Koeweit | Koeweit   | Koeweit   | Koeweit | Koeweit |
| ----------------------- | ------- | ------- | --------- | --------- | ------- | ------- |
| Golf Cup of Nations     | 1x      | 1990    |           |           |         |         |
| Brazilië                |         |         |           |           |         |         |
| FIFA WK                 | 1x      | 2002    |           |           |         |         |
| FIFA Confederations Cup | 1x      | 2013    |           |           |         |         |
| Portugal                |         |         |           |           |         |         |
| UEFA EK                 |         |         | 1x        | 2004      |         |         |

## Trivia
- Door zijn uiterlijk wordt hij soms vergeleken met acteur Gene Hackman en het filmpersonage Vito Corleone.

1 Marcos ·
2 Cafú  ·
3 Lúcio ·
4 Roque Júnior ·
5 Edmílson ·
6 Roberto Carlos ·
7 Ricardinho ·
8 Gilberto Silva ·
9 Ronaldo ·
10 Rivaldo ·
11 Ronaldinho ·
12 Dida ·
13 Belletti ·
14 Ânderson Polga ·
15 Kléberson ·
16 Júnior ·
17 Denílson ·
18 Vampeta ·
19 Juninho Paulista ·
20 Edílson ·
21 Luizão ·
22 Rogério Ceni ·
23 Kaká ·
Coach: Scolari
1 Ricardo Pereira ·
2 Ferreira ·
3 Jorge ·
4 Andrade ·
5 Couto  ·
6 Costinha ·
7 Figo ·
8 Petit ·
9 Pauleta ·
10 Costa ·
11 Simão ·
12 Quim ·
13 Miguel ·
14 Valente ·
15 Beto Severo ·
16 Ricardo Carvalho ·
17 Ronaldo ·
18 Maniche ·
19 Tiago ·
20 Deco ·
21 Gomes ·
22 Moreira ·
23 Postiga ·
Coach: Scolari
1 Ricardo Pereira ·
2 Ferreira ·
3 Caneira ·
4 Ricardo Costa ·
5 Meira ·
6 Costinha ·
7 Figo  ·
8 Petit ·
9 Pauleta ·
10 Viana ·
11 Simão ·
12 Quim ·
13 Miguel ·
14 Valente ·
15 Boa Morte ·
16 Ricardo Carvalho ·
17 Ronaldo ·
18 Maniche ·
19 Tiago ·
20 Deco ·
21 Gomes ·
22 Santos ·
23 Postiga ·
Coach: Scolari
1 Ricardo Pereira ·
2 Ferreira ·
3 Alves ·
4 Bosingwa ·
5 Meira ·
6 Meireles ·
7 Ronaldo ·
8 Petit ·
9 Almeida ·
10 Moutinho ·
11 Simão ·
12 Nuno Espírito Santo ·
13 Miguel ·
14 Ribeiro ·
15 Pepe ·
16 Ricardo Carvalho ·
17 Quaresma ·
18 Veloso ·
19 Nani ·
20 Deco ·
21 Nuno Gomes  ·
22 Patrício ·
23 Postiga ·
Coach: Scolari
1 Jefferson ·
2 Dani Alves ·
3 Thiago Silva  ·
4 David Luiz ·
5 Fernando ·
6 Marcelo ·
7 Leiva ·
8 Hernanes ·
9 Fred ·
10 Neymar ·
11 Oscar ·
12 Júlio César ·
13 Dante Bonfim ·
14 Filipe Luís ·
15 Jean ·
16 Réver ·
17 Luiz Gustavo ·
18 Paulinho ·
19 Hulk ·
20 Bernard ·
21 Jô ·
22 Diego Cavalieri ·
23 Jádson ·
Coach: Scolari
1 Jefferson ·
2 Dani Alves ·
3 Thiago Silva  ·
4 David Luiz ·
5 Fernandinho ·
6 Marcelo ·
7 Hulk ·
8 Paulinho ·
9 Fred ·
10 Neymar ·
11 Oscar ·
12 Júlio César ·
13 Dante Bonfim ·
14 Maxwell ·
15 Henrique ·
16 Ramires ·
17 Luiz Gustavo ·
18 Hernanes ·
19 Willian ·
20 Bernard ·
21 Jô ·
22 Victor ·
23 Maicon ·
Coach: Scolari